# 세가와촌 (나가사키현)
세가와촌(瀬川村)은 나가사키현 니시소노기 반도에 있던 촌이며, 니시소노기군에 속해있있다. 

## 역사
- 1889년 4월 1일 - 정촌제 시행에 의해 니시소노기군 세가와촌이 성립하였다.
- 1957년 3월 31일 - 구 사이카이촌과 합병해 새로운 사이카이촌이 성립하여 세가와촌은 소멸하였다.

## 참고문헌
- 角川日本地名大辞典 42 長崎県
- 西彼杵郡現勢一班「面高村現勢内容」（1926年）国立国会図書館デジタルコレクション